# Pilar Morales
Pilar Morales Corona (Marianao, Cuba, 12 de octubre de 1931 - Barcelona, España, 7 de julio de 2022) fue una cantante cubana de boleros.  

## Trayectoria artística
Había nacido en un hogar de músicos, su padre Evelio tenía su propio conjunto, con el que ensayaba en casa. Su madre –Obdulia Corona Ochandarena- también cantaba, había sido alumna de Moisés Simons, el autor de El manisero. Con esas influencias musicales Pilar tomó clases de música en su infancia y adolescencia, presentándose en diversos concursos para cantantes en la radio y televisión cubana. En 1955 el músico Jaime Camino formó una orquesta con componentes de varios países e inmediatamente viajaron a España para probar fortuna, una de las tres voces será la de Pilar Morales, van de Madrid a Barcelona. Entre los músicos españoles que integraban la orquesta estaba Vicente Montoliu Meliá, el padre de Tete Montoliu, que la dirigía. Ella era la estrella y la orquesta, el respaldo a sus canciones, boleros y otros géneros que entonces llamaban “caribeños”. Van de gira por varios países de Europa y Pilar Morales llega a cantar hasta en el Olympia de París. Una noche el joven Tete Montoliu va a escuchar a la orquesta que dirige su padre y conoce a Pilar Morales, se casaron en Barcelona, en la Iglesia de los Ängeles, el 5 de abril de 1956. Transcurrido poco más de un año después de la llegada de Pilar Morales a Barcelona, el pianista y su esposa de cálida voz trabajaban en diversos clubs nocturnos, en paralelo al desarrollo de sus carreras respectivas, cada uno con su orquesta o sus músicos habituales.
En 1956 ya Pilar Morales es “La Voz del Trópico” y tiene también la posibilidad de realizar su debut cinematográfico –y único acercamiento al celuloide- al aceptar que su voz se dejara escuchar en el filme mexicano-español “La herida luminosa” dirigido por Tulio Demicheli, protagonizado por Arturo de Córdova y Amparo Rivelles, y rodado esencialmente en locaciones de Cataluña. En junio de 1960 se presenta, junto al Dúo Dinámico, en el espectáculo de variedades “Dinamic Carrousel”, con una positiva repercusión mediática. Cuatro años después de aquellos registros comerciales que realizara en 1956 y 1957, grabó ocho temas con un conjunto que dirigía el guitarrista Fernando Orteu. El EP publicado por la discográfica SAEF destaca que los temas Presentimiento y Tus ojos grises obtuvieron el segundo y tercer puesto en el tercer Festival de la Canción Mediterránea de 1961. Entre los temas grabados, además, estaba el afro Frontera y otros de diverso género: Amor es mi canción, Brigitte Bardot, Sucu sucu, Oro negro, y Desde hoy. Sus últimos registros los hizo en 1964 en Madrid, en condiciones precarias, al reencontrarse casualmente con el pianista cubano Alcibiades Agüero, quien la había acompañado en sus años de la radio en Cuba, y fueron los boleros Nuestras Vidas, Vieja luna y ¿De qué te quejas tú?.
Pilar Morales sacrificaría por Tete Montoliu su vida profesional, puesto que ella era una cantante de boleros con una voz sumamente profunda y muy potente, que pudo haber hecho grandes cosas en el mundo del bolero, se convirtió además en su asistente y road manager, que le acompañaría en sus conciertos, ocupándose de todos los detalles prácticos de su carrera como pianista.

## Discografía
- Grabaciones radiales en programas de la emisora CMQ. La Habana (1950-1954). Pilar Morales con el conjunto de Orlando de La Rosa: 1. Nuestras vidas (Orlando de la Rosa), 2. No te importe saber (René Touzet), 3. Acuérdate
- Tete Montoliu y su conjunto Tropical. Disco Columbia ECGE 70242 QE837-8 (1956)
- Tete Montoliu y su conjunto Tropical. Disco COLUMBIA ECGE 70243 QE835-6 (1956)
- Tete Montoliu y su Conjunto. Disco PHILIPS 421 262 PE (1957)
- Pilar Morales con el conjunto de Fernando Abreu. Disco SAEF-55037 (Barcelona, 1961)
- Pilar Morales con Fernando Abreu y su conjunto. Disco SAEF SAP 55.042 (1961)
- Pilar Morales con Alcibiades Agüero al piano
- CD “Historia de un amor. Tete Montoliu y Pilar Morales” (Alma Latina-Blue Moon). Se incluyen todas los temas antes relacionados, excepto las 3 grabaciones radiales realizadas en La Habana en la primera mitad de la década de los cincuenta.